# Hotel (film 2001)
Hotel è un film del 2001 diretto da Mike Figgis.

## Trama
Mentre una troupe cinematografica britannica gira una versione de "La Duchessa di Amalfi" a Venezia, a sua volta viene filmata da una squallida primadonna del documentario, mentre lo strano personale dell'hotel condivide pasti a base di carne umana. La storia si espande fino a coinvolgere un sicario, una prostituta e il produttore di Hollywood.